# Dipartimento di Grand-Bassam
Il dipartimento di Grand-Bassam è un dipartimento della Costa d'Avorio. È situato nella regione di Sud-Comoé, distretto di Comoé.
Nel censimento del 2014 è stata rilevata una popolazione di 179.063 abitanti. 
Il dipartimento è suddiviso nelle sottoprefetture di Bongo, Bonoua e Grand-Bassam.